# Sead Jesenković
Sead Jesenković (Rogatica, Estado Independiente de Croacia; 17 de febrero de 1943 – Vogošća, Bosnia y Herzegovina; 22 de noviembre de 2023) fue un futbolista y entrenador de fútbol bosnioherzegovino que jugó en la posición de defensa.

## Carrera

### Jugador
| Periodo   | Club               | Apariciones | Goles |
| --------- | ------------------ | ----------- | ----- |
| 1961-1964 | FK Famos Hrasnica  | 33          | 1     |
| 1964–1971 | FK Sarajevo        | 161         | 1     |
| 1971–1973 | FK Jedinstvo Brčko | 22          | 0     |

### Entrenador
| Periodo   | Club          |
| --------- | ------------- |
| 1977–1986 | FK Sarajevo B |
| 1988–1992 | FK Sarajevo B |
| 1999      | FK Sarajevo   |
| 2000–2007 | FK Sarajevo B |
| 2002      | FK Sarajevo   |

## Logros

### Jugador
- Primera Liga de Yugoslavia (1): 1966/67[3]

### Entrenador
- Copa de Bosnia y Herzegovina (1): 2001/02